# Eurydice (épouse de Démétrios Ier)
Pour les articles homonymes, voir Eurydice (homonymie).
Eurydice est l'épouse de Démétrios Ier Poliorcète.

## Famille
Athénienne de naissance « de la noble et ancienne maison de Miltiade »,descendante de Miltiades, vainqueur de la bataille de Marathon, elle est la fille de Miltiades, oikiste en -325/4.
Elle épouse, vers -320/15, Ophellas gouverneur lagide de Cyrène de 322 av. J.-C. à 308 av. J.-C.. Ils ont un fils, Miltiades, né vers -315, notable athénien au IIIe siècle av. J.-C. Après la mort de son premier époux ,Ophellas, elle devient, vers -307/6, la seconde épouse de Demétrios dit Poliorcète, roi de Macédoine, dont elle aura, vers -305 un fils, Corrhagos,.